# キトサン
キトサン (chitosan) とは、多糖類の一種で、ポリ-β1→4-グルコサミンのこと。直鎖型の多糖類でグルコサミンの 1,4-重合物で、分子量は数千から数十万に及ぶ高分子である。分子式は(C6H11NO4)n、CAS登録番号は[9012-76-4]。

## 製造法
工業的には主として、カニやエビなどの甲殻類の外骨格から得られるキチン（ポリ-β1→4-N-アセチルグルコサミンからなる）を、濃アルカリ中での煮沸処理等により脱アセチル化して得る。
キチン骨格中の2位の炭素上のアセトアミド基を脱アセチル化し、遊離の第一級アミノ基に変換するが、濃アルカリ煮沸などの過酷な条件での処理をすることから、ポリ-β1→4-グルコサミン構造も鎖が切断されたり、一部変化する。
また、キチンのキトサンへの変換（脱アセチル反応）は完全には進まず、糖鎖上に一部 N-アセチルグルコサミンを含むことが多い。キトサンの品質は、脱アセチル化の割合 (%DA) で示される。これは NMR分光法、赤外線吸収スペクトル法 (IR)、および、コロイド滴定法などで測定することができるが、市販のキトサンの %DA は通常 60-100% の範囲にあり、70%程度（キチンがキトサン鎖中に3割残っていると言う意味）の商品が多い。

## 特徴
- 加工が容易で、繊維、フィルム、粒状あるいは発泡素材として利用可能。
- 生物資源由来の原料より生産されるため、資源枯渇の可能性が低い。
- 生物分解性。
- 化学処理により様々な機能を付与することができる。
- 低毒性とされる。マウスの半数致死量（LD50、経口）は 16g/kg と報告されている。
- 抗てんかん薬として使用されるバルプロ酸ナトリウムとの併用で薬物相互作用を生じ、バルプロ酸ナトリウムの作用を減弱させる[1][2]。

## 物性
アミノ基の存在により高分子電解質としての性質を示し、薄い無機酸や有機酸水溶液（酢を含む）等に、キトサン塩となって溶解する。重金属（Mn）や各種酸性物質（核酸など）の吸着能を持つ。
- キトサンそのものは水に不溶、希酸に可溶。
  - ただし、キトサン塩類（例えばキトサン塩酸塩など）は、水に可溶なものが多い。pH や %DA により異なる
- ヨウ素と反応し、赤褐色を呈する。（硫酸酸性下では紫）
- 酸解離定数 pKa < 6.5

## 利用法
神経再生や皮膚再生など再生医療素材としての応用が進んでいるが、そのほかにも、ポリマーブレンドやハイブリッド材料などへの応用例も多数見受けられる。また、アミノ基の反応活性を生かした誘導体化等によるさらなる高機能化へのアプローチも盛んに行われている。精製された高品質なキトサンを膜や繊維、スポンジにして、医療分野での用途にも利用可能である。
主な応用例として、
- 化粧品
- 繊維中への練り込み（抗菌性を利用）
- 火傷治癒用の創傷保護材、人工皮膚
- クロマト分離剤
- イオン交換体
- 微生物や酵素の固定化担体
- 重金属含有担体
- 放射性物質を含む重金属吸着剤
- 健康食品:「コレステロールが高めの方に適した食品」として特定保健用食品（トクホ）で認められたものがある。「ダイエット」効果を目的とした健康食品に配合されることがある。
- 食品添加物:増粘効果を出すため
- カチオン系活性汚泥凝集剤

等がある。